# Hồng Sơn văn phái
Văn phái Hồng Sơn là ý tưởng của học giả Hoàng Xuân Hãn nêu ra khi nghiên cứu về ba tác phẩm Truyện Kiều (Nguyễn Du), "Hoa Tiên (Nguyễn Huy Tự) và Mai đình mộng ký (Nguyễn Huy Hổ) trên tạp chí Thanh Nghị số đầu xuân năm 1943. Sau đó Đào Duy Anh khẳng định ý tưởng này trên Đại Việt tạp chí vào tháng 5 năm 1943. 
Sau khi ý tưởng được giới nghiên cứu văn học quan tâm và tranh luận, có nhiều người chưa đồng ý bởi họ cho rằng nếu có thì chỉ có Văn phái Tiên Điền và Văn phái Tràng Lưu. Tuy nhiên với nhiều nghiên cứu và nhiều tham luận có sức thuyết phục, những suy nghĩ khắt khe được nhìn nhận một cách tổng thể và khái quát hơn. Đến thời điểm này Văn phái Hồng Sơn đã được khẳng định. Nó là đại diện cho cả vùng văn hoá của đất Hồng Sơn. Văn phái Hồng Sơn có ba chi phái chính là Tiên Điền, Tràng Lưu và Thu Hoạch, trong đó trụ cột là Tiên Điền - Tràng Lưu.

## Văn phái
Lịch sử văn học Việt Nam có nhiều dấu ấn của khá nhiều văn phái. Thế kỷ 15 có Hội Tao Đàn do vua Lê Thánh Tông làm chủ súy. Thế kỷ 18 có Ngô gia văn phái với Ngô Thì Nhậm là linh hồn. Đầu thế kỷ 20 nổi lên Tự lực văn đoàn.
Văn phái được nhắc đến và ngầm hiểu là một nhóm tác giả sinh hoạt trong một tổ chức hoàn thiện về tất cả mọi mặt như cương lĩnh hoạt động, xuất bản và ấn hành. Tức là hoàn chỉnh về cả mặt động cơ sáng tác và khả năng truyền bá, đi sâu vào cộng đồng.

## Đặc điểm
Có một mối liên hệ mật thiết về thân thế, hành trạng của các tác giả và ý tưởng chủ đạo trong các tác phẩm. Chính sự giao thoa và tổng hoà các của các mối liên hệ đó đã tạo nên mạch cảm xúc và chủ định sáng tác của các văn sỹ Hồng Sơn. Các tác phẩm từ Hoa Tiên đến Truyện Kiều rồi Mai đình Mộng Ký đều có cùng một mạch văn, một cảm hứng nghệ thuật. Giữa các tác phẩm đó đều có sự kế thừa, ảnh hưởng đến nhau một cách logic. Nhà nghiên cứu Nguyễn Đổng Chi đã từng viết "Theo tôi thì từ Hoa Tiên truyện, Mai đình mộng ký đến Đoạn trường tân thanh Văn phái Hồng Sơn là một con bướm vàng rực rỡ đã dạo qua lầu hương phấn của chùm hoa phong dao" .
Sự ảnh hưởng đan xen về văn học của hai dòng họ Nguyễn - Tiên Điền và Nguyễn - Tràng Lưu được bắt nguồn từ mối quan hệ thông gia, từ sự đồng cảm của các văn nhân tài tử cùng thuộc những dòng dõi khoa hoạn gắn bó với nhau trong cùng một giai đoạn lịch sử mà vị thế của ngýời Nghệ có vai trò lớn trong xã hội phong kiến lúc bấy giờ.

## Tác giả - tác phẩm

### Tác phẩm
Ngoài ba tác phẩm nổi tiếng là Truyện Kiều, Hoa Tiên và Mai đình mộng ký còn có:
- Thác lời gái phường vải (Nguyễn Huy Oánh)
- Thác lời trai phường nón (Nguyễn Du)

là những áng văn nôm được xếp vào hàng tiêu biểu của Văn phái Hồng Sơn.

### Tác giả
Bên cạnh những tác gia đã được đông đảo giới nghiên cứu đề cao Văn phái Hồng Sơn còn có một đội ngũ các tác giả khác như: Nguyễn Nghiễm, Nguyễn Khản, Nguyễn Hành, Nguyễn Huy Oánh, Nguyễn Huy Tựu, Nguyễn Huy Vinh, Nguyễn Huy Hào, v.v.

### Chi phái
Ngoài hai chi phái Tiên Điền - Trường Lưu, Văn phái Hồng Sơn còn có thêm chi phái Thu Hoạch của các tác giả dòng họ Phan Huy ở làng Thu Hoạch (Thạch Hà). Chinh phụ ngâm, Ai tý văn, Văn tế vợ là những tác phẩm tiêu biểu của Phan Huy Ích.
Văn phái Hồng Sơn là đại diện cho cả vùng văn hoá Hồng Sơn, nó mang tính chất cộng đồng chứ không phải là của riêng dòng họ hay của một nhóm thi sỹ nào. Đó là điểm khác biệt, thể hiện truyền thống văn hoá vốn có của người dân Hà Tĩnh so với các văn phái trước đó.

## Tan rã và giá trị văn hóa
Hình thành vào nửa cuối thế kỷ 18 và phát triển rực rỡ vào thời kỳ sau đó. Do biến động của lịch sử, tư tưởng trung quân ái quốc dần dần thay đổi theo những số phận và con đường khác nhau dẫn đến khuynh hướng sáng tác cũng không còn tìm được tiếng nói chung và cuối cùng là sự tan rã của Văn phái Hồng Sơn. 
Văn phái Hồng Sơn đã đặt tầm ảnh hưởng lớn đến diện mạo văn học nước nhà. Đưa thơ Nôm lên đỉnh cao của nền văn học Việt. Không chỉ có giá trị về mặt văn học nó còn truyền tải tính nhân sinh quan và vẻ đẹp tâm hồn vào cuộc sống mang đậm cốt cách của người dân Hà Tĩnh. Văn phái Hồng Sơn góp phần lớn trong việc khẳng định giá trị văn hoá của Hà Tĩnh trong tiến trình phát triển của lịch sử Văn học.